# Tell a Lie
Tell a Lie  será uma série da TV americana estrelada por Penn Jillette e Teller. Terá seis episódios e dez histórias cada, sendo uma delas falsa. O show está programado para ir ao ar no Discovery Channel dos Estados Unidos no outono de 2011 e será filmado em frente a uma platéia ao vivo.
Em 14 de abril de 2011, Penn e Teller anunciaram que seu programa anterior, Penn & Teller: Bullshit!, terminou e que um novo show, Penn & Teller: Secrets of the Universe, começaria no Discovery Channel, porém, acabou renomeado para Penn & Teller: Tell a Lie.
A gravação do primeiro episódio começou em 01 de junho de 2011.